# ТМ-46
TM-46 — радянська протитанкова міна, розроблена у 1946 році. Призначена для виведення з ладу гусеничної та колісної техніки супротивника. Пошкодження машинам противника наноситься за рахунок руйнування їх ходової частини при вибуху заряду міни в момент наїзду колеса на натискну кришку міни, при цьому кришка під вагою танка осідає разом з детонатором в шашку проміжного детонатора.
В середині п'ятдесятих років було визнано, що 6 кг тротилу для танків, які на той час вважалися сучасними, вже недостатньо. Зазвичай вибух ТМ-46 розбивав 3-4 трака гусениці, незначно ушкоджуючи коток. Нерідко ушкодження котка були такі, що його можна було використовувати далі. Тому на заміну ТМ-46 була розроблена ТМ-57.

## Характеристики
Міна може встановлюватися як на ґрунт, так і в ґрунт, в сніг, під воду вручну або засобами механізації (причіпні мінні розкладники: ПМР-1, ПМР-2, причіпні мінні загороджувачі ПМР-3, ПМЗ-4, гусеничний мінний загороджувач ГМЗ, вертолітна система мінування ВМР-2). Температурний діапазон застосування міни від −60 до +60 °C.
Термін бойової роботи міни не обмежується. При руйнуванні металевого корпусу міни від корозії чутливість міни зростає із 120–400 кг до 3-5 кг. Самоліквідатором міна не оснащуються.
Міна може використовуватися у парі з механізмами детонації: МВМ та МВШ-46. Перші зразки міни могли споряджатися детонаторами МВ-5 із запалом МД-5м, які вставлялися в міну під пробку-заглушку. Міна може використовуватися як міна-пастка. Для цього використовується спецзапальник ЕНО, що має зовнішній вигляд штатної пробки-заглушки. Вибух в цьому випадку відбувається при спробі прокрутити пробку.
| Характеристика                      | Значення                                       |
| ----------------------------------- | ---------------------------------------------- |
| Тип                                 | противогусенична                               |
| Корпус                              | Сталь                                          |
| Маса                                | 8.6 кг                                         |
| Маса вибухової речовини             | 5.7 кг                                         |
| Вибухова речовина                   | плавлений тротил/амоніт в розрахунку 50% / 50% |
| Діаметр                             | 30.5 см                                        |
| Висота з МВМ                        | 10.8 см                                        |
| Висота з МВШ-46                     | 26 см                                          |
| Діаметр датчика цілі                | 20 см                                          |
| Чутливість з детонатором МВМ        | 120-400 кг                                     |
| Чутливість з детонатором МВШ-46     | 190-400 кг                                     |
| Температурний діапазон застосування | −60 до +60 °C                                  |

## Модифікації
- ТМН-46 — Модифікація відрізняється наявністю на дні міни спеціального гнізда для установки підривника, який покликаний унеможливити вилучення міни.